# Andrzej Kisiel
Andrzej Kisiel (ur. 11 maja 1969 w Bystrzycy Kłodzkiej) – polski piłkarz występujący na pozycji obrońcy, trener piłkarski. Obecnie trener Kolejarza Miłkowice.

## Kariera
Grał w juniorach oraz seniorach Kryształu Stronie Śląskie. W 1985 roku przeszedł do Górnika Wałbrzych. Początkowo grał w juniorach tego klubu, po czym awansował do pierwszego zespołu. W barwach Górnika rozegrał 43 mecze w I lidze. Na początku 1992 roku odszedł do Chrobrego Głogów, a po pół roku przeniósł się do Sokoła Pniewy. Z klubem tym wywalczył awans do I ligi. W latach 1994–2003 grał, z półroczną przerwą, w Miedzi Legnica. Karierę piłkarską kończył w legnickim Konfeksie.
W 2005 roku podjął pracę trenerską w Miedzi II Legnica. W dalszych latach trenował również Konfeks Legnica, Mewę Kunice i BKS Bolesławiec. W 2015 roku ponownie został trenerem Konfeksu.

## Statystyki ligowe
| Sezon         | Klub                      | Liga           | Mecze | Gole |
| ------------- | ------------------------- | -------------- | ----- | ---- |
| 1984/1985 (j) | Kryształ Stronie Śląskie  | III liga       | ?     | ?    |
| 1985/1986     | Górnik Wałbrzych          | I liga         | 1     | 0    |
| 1986/1987     | Górnik Wałbrzych          | I liga         | 0     | 0    |
| 1987/1988     | Górnik Wałbrzych          | I liga         | 21    | 0    |
| 1988/1989     | Górnik Wałbrzych          | I liga         | 21    | 0    |
| 1989/1990     | Górnik Wałbrzych          | II liga        | 35    | 3    |
| 1990/1991     | Górnik Wałbrzych          | II liga        | 36    | 0    |
| 1991/1992 (j) | Górnik Wałbrzych          | II liga        | 12    | 0    |
| 1991/1992 (w) | Chrobry Głogów            | II liga        | 15    | 0    |
| 1992/1993     | Sokół Pniewy              | II liga        | 32    | 0    |
| 1993/1994     | Sokół Pniewy              | I liga         | 21    | 0    |
| 1994/1995     | Miedź Legnica             | II liga        | 28    | 0    |
| 1995/1996     | Miedź Legnica             | II liga        | 30    | 1    |
| 1996/1997     | Miedź Legnica             | II liga        | 33    | 0    |
| 1997/1998     | Miedź Legnica             | II liga        | 23    | 0    |
| 1998/1999     | Miedź Legnica             | III liga       | ?     | ?    |
| 1999/2000     | Miedź Legnica             | III liga       | ?     | ?    |
| 2000/2001 (j) | Miedź Legnica             | III liga       | ?     | ?    |
| 2000/2001 (w) | Prochowiczanka Prochowice | IV liga        | ?     | ?    |
| 2001/2002     | Miedź Legnica             | III liga       | ?     | ?    |
| 2002/2003     | Miedź Legnica             | III liga       | ?     | ?    |
| 2007/2008     | Konfeks Legnica           | klasa okręgowa | ?     | ?    |
| 2008/2009     | Konfeks Legnica           | klasa okręgowa | ?     | ?    |
| 2009/2010 (j) | Konfeks Legnica           | IV liga        | ?     | ?    |